# Rand Miller

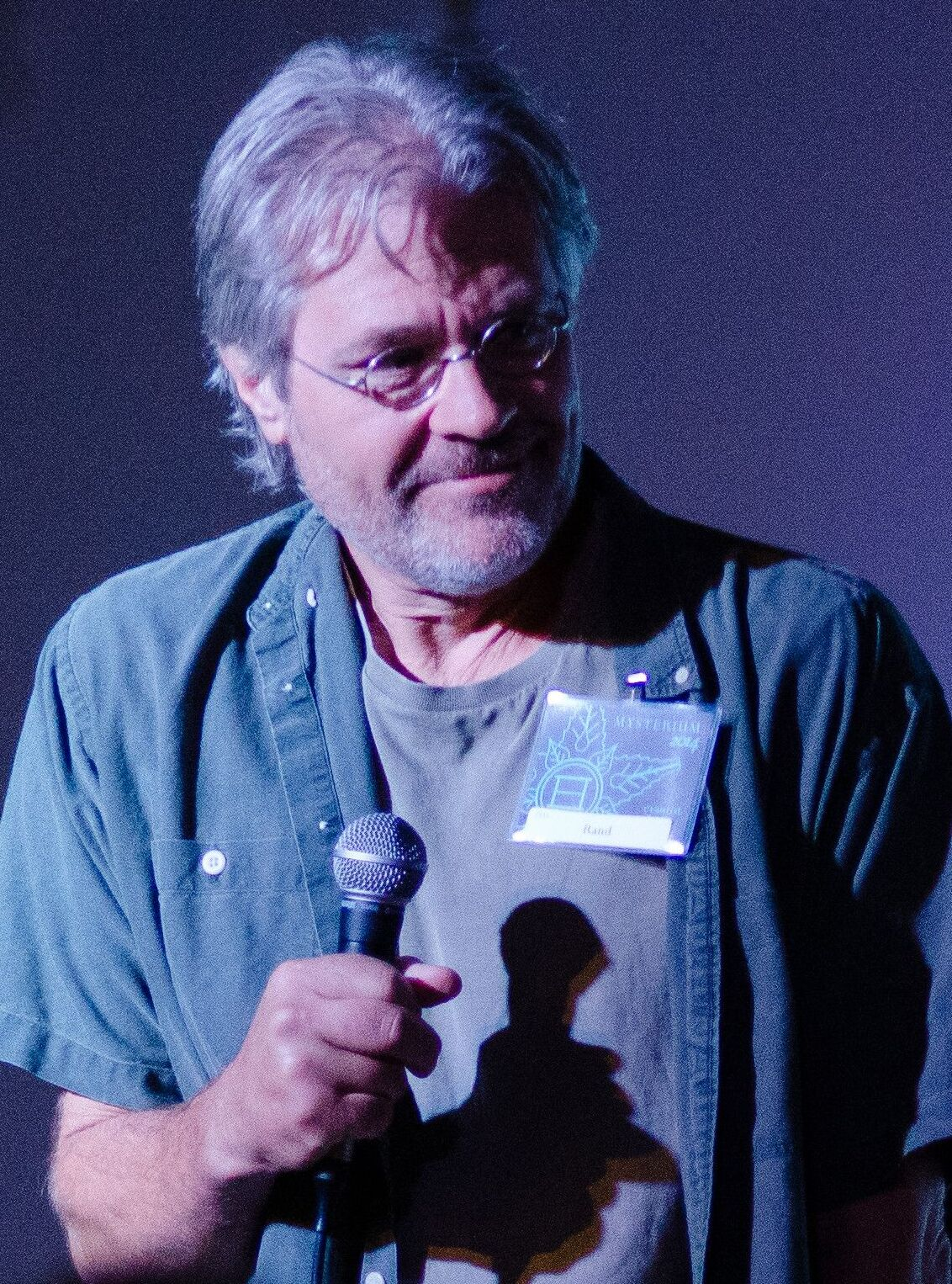
Rand Miller, 2014

Rand Miller (* 17. Januar 1959, in Philadelphia, Pennsylvania, USA) ist Mitbegründer der Computerspielefirma Cyan Worlds zusammen mit seinem Bruder Robyn Miller und wurde bekannt durch das Adventurespiel Myst. Rand arbeitete auch an den Fortsetzungen des Spiels Riven, realMyst und Uru.
Er ist immer noch der CEO der Firma Cyan Worlds, ist aber in die Erstellung und die Programmierung der Spiele weniger eingebunden. Stattdessen arbeitet er verstärkt im Management der laufenden Projekte der Firma. Nebenbei tritt er aber immer noch in den Fortsetzungen von Myst als Figur Atrus in den Filmsequenzen der Spiele auf.
Er ist auch Autor der Bücher "Myst – Das Buch Atrus", "Myst – Das Buch Ti'ana" und "Myst – Das Buch der D'ni".